# Rudolf Ising
Rudolf Carl «Rudy» Ising (Kansas City, 7 d'agost de 1903 – Newport Beach, 18 de juliol de 1992) va ser un animador, productor i director nord-americà conegut per fundar els estudis d'animació Warner Bros. Cartoons, Inc. i MGM Cartoon Studio al costat del seu company Hugh Harman.

## Biografia
Va néixer a Kansas City, Missouri. El 1921 va obtenir el seu primer treball en la indústria cinematogràfica, en l'estudi de Walt Disney a Kansas City. Allí va ajudar a crear Newman Laugh-O-Grams, una sèrie de curtmetratges animats que satiritzaven temes d'actualitat. La contractació d'Ising va coincidir amb un canvi de rumb en la temàtica dels curtmetratges, aquesta vegada basats en contes de fades populars i relats per a nens. Mentre treballava allí va conèixer a Hugh Harman, amb qui es va unir tan bon punt l'estudi Disney es traslladés a Califòrnia per fundar un altre estudi. Harman i Ising van crear Arabian Nights Studio, una companyia que pretenia produir una sèrie de curtmetratges animats titulada Arabian Nights, però sense èxit.

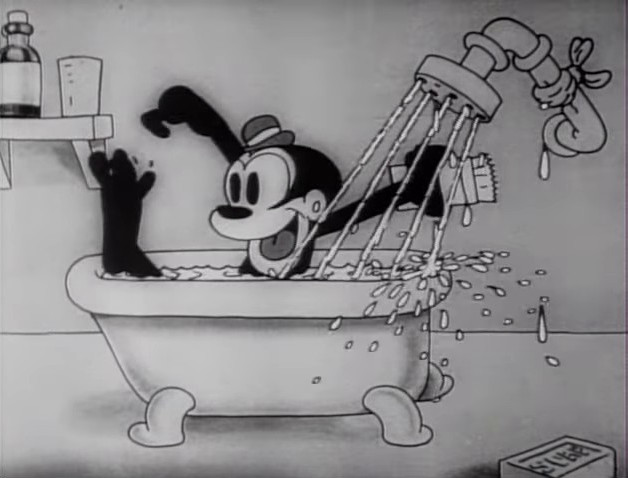
Bosko en Sinkin' in the Bathtub.

El 1925 va tornar al costat de Harman a l'estudi de Disney, aquesta vegada a Los Angeles. Allí va treballar en les sèries Alice Comedies i Oswald the Lucky Rabbit. Després de tres anys de treball en l'estudi, Ising va ser acomiadat perquè el productor Charles Mintz —qui havia acomiadat a Disney en 1927— va decidir produir els curtmetratges amb altres animadors. En 1929, Ising va fundar un nou estudi d'animació al costat de Harman, en el qual van produir el curtmetratge Bosko the Talk Ink Kid. El curt va cridar l'atenció del productor Leon Schlesinger, qui va convèncer a Warner Bros. per comprar la sèrie. A l'any següent van crear un nou curtmetratge, Sinkin' in the Bathtub, també protagonitzat per Bosko; la cinta va ser el debut de la sèrie Looney Tunes, que amb el temps va adquirir una gran popularitat. No obstant això, Ising va abandonar aquest projecte per centrar-se en una altra sèrie de Warner Bros., Merrie Melodies. Ising va dirigir It's Got Em Again! (1932), que va obtenir una nominació al premi Óscar com a millor curtmetratge animat; el curt guanyador va ser Arbres i flors de Walt Disney.
La relació d'Ising i Harman amb Warner Bros. va durar fins a 1933, a causa de les demandes de la dupla per majors pressupostos per als curtmetratges. Després d'un breu pas per Van Beuren Studios, Harman i Ising van signar un contracte amb MGM, sent la seva primera sèrie Happy Harmonies. En 1939 va crear el personatge Barney Bear, que va debutar amb un curtmetratge titulat The Bear Who Couldn't Sleep. Rudolf Ising va dirigir The Milky Way (1940), que va guanyar un premi Óscar en la categoria de millor curtmetratge animat, sent el primer curt no produït per Disney a obtenir aquell guardó. Aquest any va estar a més nominat Puss Gets the Boot, primer curtmetratge de Tom i Jerry, el qual va ser produït per Ising i Fred Quimby. En 1941 el seu company Hugh Harman va deixar MGM per fundar el seu propi estudi, mentre Ising es va quedar per seguir treballant en curtmetratges, principalment de Barney Bear. Ising va deixar l'estudi el 1942 per unir-se al Cos Aeri de l'Exèrcit dels Estats Units, on va treballar amb la unitat cinematogràfica fent cintes d'entrenament.
Ising va morir el 18 de juliol de 1992 en Newport Beach (Califòrnia), als 88 anys d'edat. S'havia mudat a aquella ciutat després de retirar-se de la indústria cinematogràfica en els anys 1970.

## Premis
| Any  | Premi                                    | Categoria                  | Pel·lícula        | Resultat  |
| ---- | ---------------------------------------- | -------------------------- | ----------------- | --------- |
| 1988 | Motion Picture Screen Cartoonists Awards | Golden Award               |                   | Guanyador |
| 1976 | Premis Annie                             | Premi Winsor McCay         |                   | Guanyador |
| 1937 | Premis Óscar                             | Millor curtmetratge animat | The Old Mill Pond | Candidat  |
| 1936 | Premis Óscar                             | Millor curtmetratge animat | The Calico Dragon | Nominat   |